# کنتاکی (فیلم)
کنتاکی (انگلیسی: Kentucky) فیلمی در ژانر درام به کارگردانی دیوید باتلر است که در سال ۱۹۳۸ منتشر شد.

## بازیگران
- لرتا یانگ
- ریچارد گرین
- والتر برنان
- مورونی اولسن
- ادموند مورتیمر
- کارن مورلی
- چارلز لین
- چارلز میدلتون
- هاوارد هیکمن
- راسل هیکس
- ویلارد رابرتسن
- اِدی دان
- جیمز سی. مورتون
- استایمی برد
- هال کی. داسون
- ادوارد اِرل
- بلو واشینگتن
- بابز واتسون
- چارلز آر. مور